# 天野祐吉
天野 祐吉（あまの ゆうきち、1933年〈昭和8年〉4月27日 - 2013年〈平成25年〉10月20日）は、日本のコラムニスト。雑誌『広告批評』主宰者、マドラ出版社主。

## 人物
出身地は東京府東京市足立区（現在の東京都足立区）。愛媛県の松山一高併設中学校（旧制松山中学校、現在の松山東高）、松山南高を卒業し、明治学院大学を中退後、創元社、博報堂を経て独立し、雑誌「広告批評」を創刊する。広告に対する批評で知られる。
1984年、朝日新聞において後に「CM天気図」と改名する「私のCMウオッチング」を開始し、2013年10月16日まで1132回連載した。
2000年、67歳のとき31歳下の伊佐子と再婚する。朝日新聞の連載コラム「天野祐吉のCM天気図」はまず妻に読ませ、反応を見ながらより分かりやすい文章に仕上げていた。
2002年11月から2007年3月まで、中学・高校時代を過ごした愛媛県松山市にある松山市立子規記念博物館館長を務め、2007年4月より名誉館長に就任している。
2013年10月20日午前10時38分、間質性肺炎のため死去した。80歳没。没後に新刊が刊行された。 

### エピソード
- テレビゲーム好きで知られた。コラムでもゲームを採り上げており、特に『MOTHER』を「これはエレクトロニクスのトム・ソーヤーだ!」と評価していた[3]。その一方、2012年に報じられたコンプガチャについては、子供に高額な金額を使わせるシステムを批判した[4]。
- 九条の会賛同者だった[5]。

## 主な連載
- CM天気図 - 朝日新聞
- 今月の広告時評 - 広告批評

## テレビ出演
- 日めくりタイムトラベル - NHK-BS
- 報道ステーション（コメンテーター） - テレビ朝日
- モーニングEye(金曜コメンテーター)　- TBS
- 筑紫哲也 NEWS23（「今年のCMベスト10」に出演） - TBS
- 山口県ふるさとCM大賞（審査委員長） - テレビ山口

## ラジオ出演
- ラジオほっとタイム - NHKラジオ第1放送
- ラジオ深夜便「天野祐吉の隠居大学」（NHKラジオ第1放送・FM放送　原則として毎月最終月曜未明=日曜深夜）
- しあわせ、いっしょ 福ミミ・ワイド（文化放送）

## 著書
- 『効いた広告 広告が描く人間の一生』秋田書店 1970
- 『わたりぼうこ』梶山俊夫絵 ポプラ社 おはなし創作えほん 1974
- 『サントリー : 時代を広告する世界を広告する』日本実業出版社、1977年9月25日。
- 『広告の本 : 人生はそれを模倣する』〈ちくまぶっくす ; 43〉、筑摩書房、1983年2月5日。
  - 『広告の本』〈ちくま文庫〉、筑摩書房、1986年6月24日。
- 『もっと面白い広告』大和書房 1984 のちちくま文庫
- 『広告の言葉「キーワード」』電通、1985年11月22日。
- 『巷談コピー南北朝』〈週刊本 ; 42〉、朝日出版社、1985年11月1日。
- 『テレビは嘘が嫌い』ティビーエス・ブリタニカ、1986年9月30日。のちちくま文庫
- 『私のCMウオッチング』朝日新聞社、1986年11月5日。
- 『広告みたいな話』新潮社　1987　のち文庫
- 『もっとマジメにやれ : ジャック・アマノン氏の世相観察』日本経済新聞社、1987年2月13日。 のちちくま文庫
- 『私のCMウオッチング 1986〜1988』朝日新聞社、1988年10月1日。
- 『バカだなァ』筑摩書房 1989 のち文庫
- 『嘘八百! 広告ノ神髄トハ何ゾヤ? 1884〜1943』1990 文春文庫ビジュアル版 『嘘八百 明治大正昭和変態広告大全』ちくま文庫
- 『私のCMウオッチング 1988〜1990』朝日新聞社、1990年12月30日。
- 『天野祐吉の話半分 前半分／後半分』人文書院 1991
- 『ゴクラクトンボ』梶山俊夫画 筑摩書房 1991
- 『ぼくのおじいちゃんのかお』沼田早苗写真 福音館書店1992 幼児絵本シリーズ
- 『また、嘘八百!! 広告ノ神髄トハ何ゾヤ? 明治篇』1992 文春文庫 ビジュアル版
- 『天野祐吉のおかしみの社会学』マドラ出版 1993　夜中の学校
- 『天野祐吉のCM天気図』朝日新聞社 1993
- 『またまた、嘘八百!!! 広告ノ神髄トハ何ゾヤ? 大正篇』1993 文春文庫 ビジュアル版
- 『嘘八百、これでもか!!!! 広告の神髄トハ何ゾヤ? 昭和戦前篇』1994 文春文庫 ビジュアル版
- 『ニッポンななめ読み』1994 丸善ライブラリー
- 『見える見える』筑摩書房 1994
- 『天野祐吉のCM天気図 晴のち雨編』朝日新聞社b1995
- 『嘘ばっかし』ミハラチカ画 福音館書店 1998
- 『くじらのだいすけ』梶山俊夫絵 福音館書店 1998 こどものともコレクション
- 『さようなら経済大国』旬報社 1998 抱樸舎文庫
- 『拝啓・手紙です』辻本洋太朗絵 福音館書店 1998 たくさんのふしぎ傑作集
- 『広告論講義』岩波書店　2002
- 『天野祐吉のことばの原っぱ』まどか出版 2003
- 『私説広告五千年史』2003　新潮選書
- 『絵くんとことばくん』大槻あかね絵 福音館書店 2006 たくさんのふしぎ傑作集
- 『のぞく』後藤田三朗写真 大社玲子絵 福音館書店 2006 日本傑作絵本シリーズ
- 『広告も変わったねぇ。 「ぼくと広告批評」と「広告の転形期」についてお話しします。』インプレスジャパン 2008
- 『ぬくぬく』梶山俊夫画 福音館書店 2009 こどものともコレクション
- 『隠居大学 よく遊びよく遊べ』（編著） 朝日新聞出版 2011
- 『成長から成熟へ　――さよなら経済大国』 集英社 2013年11月20日
- 『天野祐吉のCM天気図 傑作選―経済大国から「別品」の国へ』朝日新聞出版 2013年12月20日
- 『天野祐吉対話集─さよなら広告 さよならニッポン』芸術新聞社 2014年9月12日
- 『天野祐吉: 経済大国に、野次を。』河出書房新社 2014年8月26日

## 共編著
- 『広告マンの世界 茶の間の明日を描く人たち』森村稔共著 東洋経済新報社 1967
- 『生きているキャッチフレーズ全書』梶祐輔,福沢一也共著 MADRAグループ編 自由国民社 1972
- 『広告を学ぶ人のために』山本明共編 世界思想社 1983
- 『アメリカンコマーシャル傑作大全集 20 years of American commercial films:1961〜1980』金子秀之共編 誠文堂新光社　1985
- 『日本の名随筆 別巻 23　広告』作品社 1993
- 『ことば・把手・旅 暮しの中のデザイン』安野光雅共著　暮しの手帖社 1994
- 『日曜喫茶室頭の解毒剤』はかま満緒,NHK「日曜喫茶室」制作班共編著 講談社 2000
- 『話の後始末』立川志の輔共著　マドラ出版　2001
- 『ひゃくにんのおとうさん』譚小勇共著 福音館書店 2005 こどものとも世界昔ばなしの旅
- 『可士和式』佐藤可士和共著　天野祐吉作業室 2010
- 『クリエイターズ・トーク = CREATORS TALK 13人のクリエイティブ講義』編 青幻舎 2012
- 『このよでいちばんはやいのは』ロバート・フローマン原作 翻案 福音館書店 2011 かがくのとも絵本
- 『ラジオ深夜便　隠居大学』（第1集・第2集） NHKサービスセンター共同編著 2012 NHKサービスセンター（『隠居大学 よく遊びよく遊べ』の続編）
- 『笑う子規』編集による共著。正岡子規著、筑摩書房 2015年1月7日